# Fixlight
Fixlight var en produktgrupp som utvecklades av företagaren Walter Bengtsson (1900–1993) på AB Fixfabriken i Majorna i Göteborg. Den mest kända av dessa produkter var den så kallade "takgöken", en takmonterad körriktningsvisare som användes på Volvo PV 444 1950–1952. 

## Takgöken

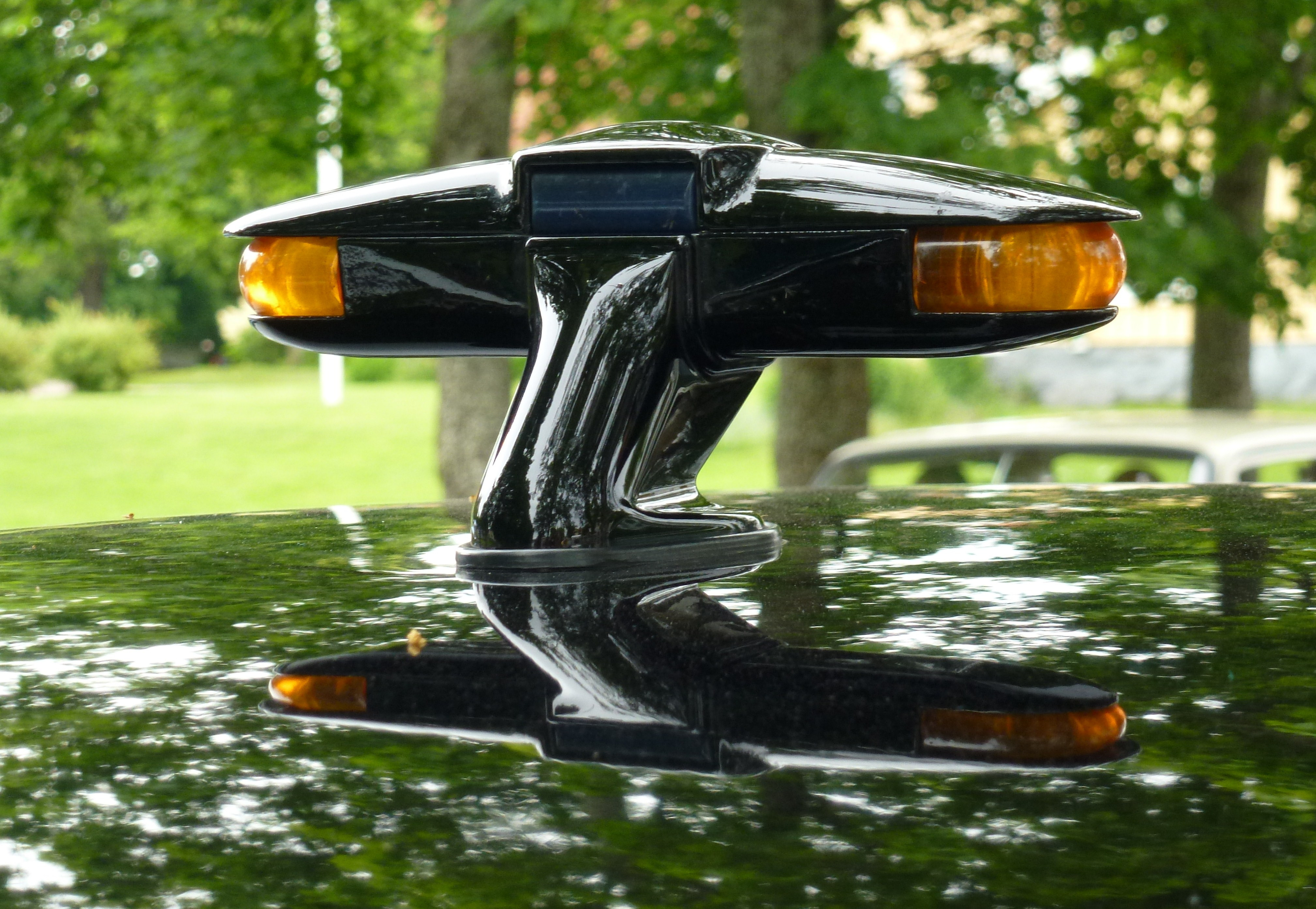
Takgök på en Volvo PV 444, veteranbilsträff i Grangärde.

Takgöken formgavs av Ralph Lysell, presenterades för första gången 1947 och gjorde entré när Volvo PV 444 B presenterades hösten 1950. Den ersatte då de pilar som tidigare använts som var monterad vid bilens B-stolpe. Takgöken var utförd i aluminium med linserna i akrylharts. Förutom intermittent orange ljus på vardera sida hade den fast blågrönt ljus i mitten som alltid tändes då anordningen manövrerades och skulle göra det lättare att avgöra åt vilket håll bilen skulle svänga. Linserna kring lamporna var konstruerade efter samma principer som AGA-fyrarna och när det gällde ljusstyrkan, optiken och ljusets färg hade Bengtsson samarbetat med Axel Bergström på Aga. Den monterades på PV 444 på initiativ av Assar Gabrielsson och Gustaf Larson döpte den till "takgöken".
Det fanns flera problem med takgöken. Den förhindrade att montera ett takräcke och var förbjuden på exportmarknader och det var svårt att avgöra åt vilket håll det blinkades åt. Den försvann 1952 och anordningen förbjöds i Sverige. Exportmodellerna var utrustade med vanliga blinkers på dörrstolparna. Det var mycket billigare samt innebar att takräcke kunde användas. Dessutom försvann risken för vattenläckage från takhålet. "Takgöken" slog aldrig igenom, och togs därför bort under sensommaren 1952.

## Sidokörriktningsvisare

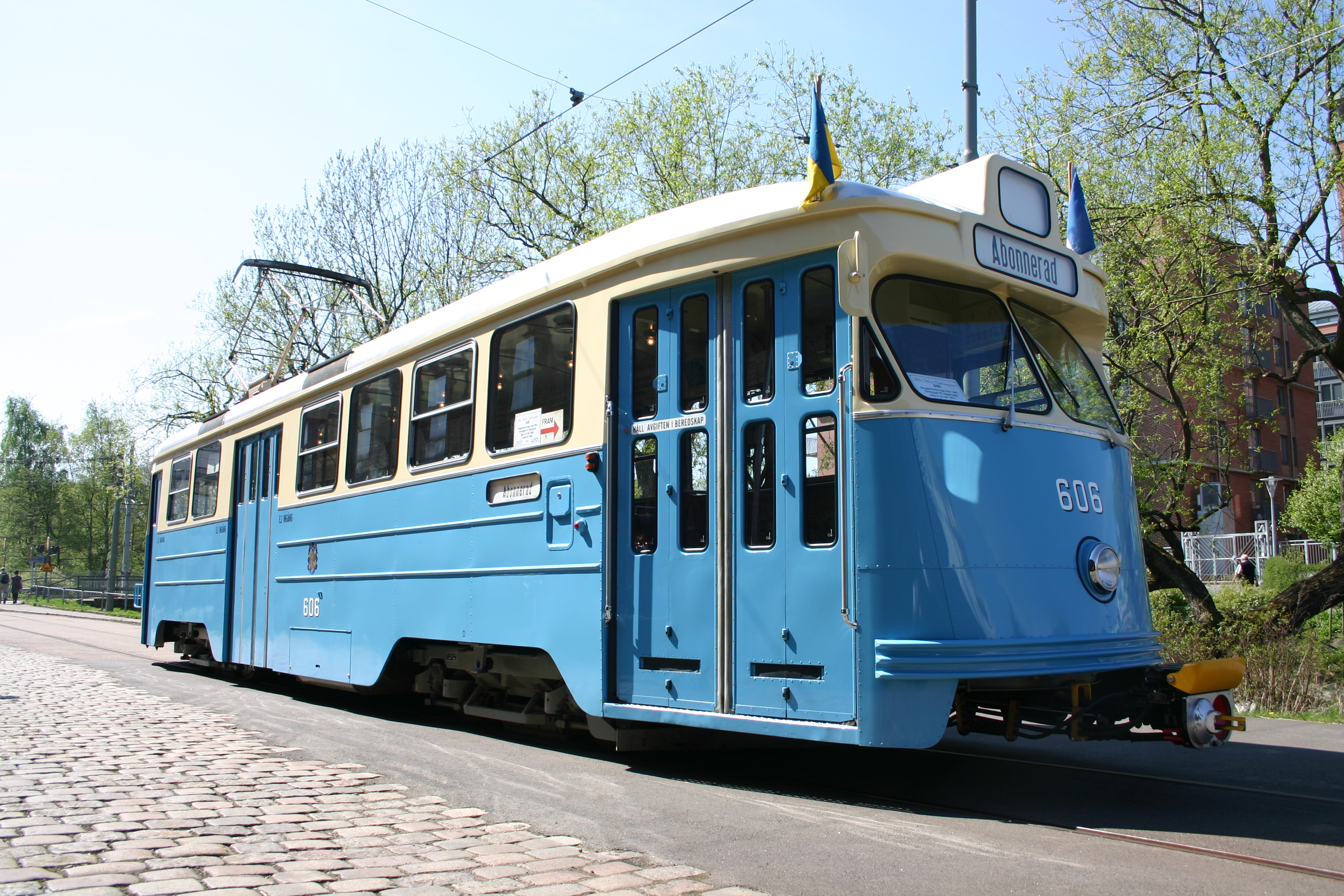
Denna museispårvagn typ M25 är utrustad med "det hoppande ljuset".

Produktgruppen Fixlight innefattade redan från 1950 även sidokörriktningsvisare för olika fordonsslag samt tillhörande blinkgivare, reläer, strömbrytare och dylikt. Dessa blinkers fanns i flera olika typer, bland annat en med inbyggt parkeringsljus, och användes bland annat på Volvo PV 444 efter att takgöken förbjudits. Efter några år övergick dock Volvo till att använda i skärmarna infällda blinkers och valde då andra fabrikat.
För större fordon, som lastbilar, bussar och spårvagnar, lanserade AB Fixfabriken en speciell typ av sidokörriktningsvisare, kallad "det hoppande ljuset". Dessa bestod av två över varandra placerade glödlampor, vilka blinkade växelvis. Blinkimpulserna kom från ett motordrivet kontaktdon. Syftet med detta var att underlätta observation av körriktningsvisarna. Bengtsson fick patent på denna konstruktion i vissa länder, men i Västtyskland önskade Boschkoncernen förhindra introduktionen av detta system och lyckades 1954 att genomdriva förbud mot att färdas på Tyskland motorvägar med fordon utrustade med denna typ av blinkers. Marknaden för "det hoppande ljuset" blev därigenom begränsad.
Under förra hälften av 1950-talet var produktionen av Fixlight betydande, men till följd av Volvos övergång till infällda körriktningsvisare och motståndet från Bosch stagnerade avsättningen av dessa produkter. "Det hoppande ljuset" användes dock i Sverige på bland annat spårvagnar, som Göteborgs spårvägars typ M25, och bussar och för större fordon i bland annat Sydafrika. Senare fick dock AB Fixfabriken viss avsättning för "det hoppande ljuset" för större fordon i bland annat Västtyskland, Schweiz och Frankrike.